# Lista dos arranha-céus mais altos do mundo

Países com edifícios no top 200 e com edifícios de 300 metros ou mais em construção
Países com edifícios no top 200
Países com edifícios de 300 metros ou mais em construção mas que não possuem edifício no top 200

Esta é uma lista de arranha-céus, classificados por
- altura estrutural (elevação vertical da base para o mais alto ponto da arquitetura ou elemento integral estrutural do prédio);
- ponto mais alto no edifício.

Estas listas incluem apenas os edifícios que:
- estão completos ou que tiveram seus pontos mais altos concluídos e
- possuem andares constantemente ocupados (edifícios arranha-céus).

Para listas que incluem estruturas que não são edifícios, veja:
- Lista das estruturas mais altas do mundo
- Lista das maiores torres do mundo

## Critérios de classificação e alternativas
A organização internacional sem fins lucrativos, Conselho de Edifícios Altos e Habitat Urbano (em inglês:  Council on Tall Buildings and Urban Habitat - CTBUH) foi formada em 1969 e anuncia o título de "O Maior Edifício do Mundo" e define as normas pelas quais os edifícios são medidos. O CTBUH mantém uma lista de 100 edifícios mais altos do mundo completos. Ate janeiro de 2014, o topo do ranking de edifícios mais altos era ocupado pelo Burj Khalifa (anteriormente chamado Burj Dubai), em Dubai, com um ponto mais alto de 828 metros (2 717 pés).
Em 1996, como uma resposta à controvérsia sobre se as Petronas Tower ou se a Willis Tower era o mais alto edifício do planeta, o Conselho listou e classificou edifícios em quatro categorias:
- altura do topo estrutural ou arquitetural
- altura do mais alto andar ocupado
- altura do topo do teto (removida em novembro de 2009)[3]
- altura até o topo de qualquer parte do edifício.

Isso, naturalmente, danifica as classificações dos edifícios sem pináculos ou com antenas em vez de pináculos. A mais famosa discrepância é a que ocorre entre as Petronas Towers, com seu pináculo classificado em altura superior em relação as antenas da Willis Tower (anteriormente Sears Tower), apesar dos tetos inferior das Petronas Towers e de um menor ponto mais alto (de pináculo/antena).

## Por altura arquitetural
Os 150 maiores edifícios do planeta de acordo com CTBUH (completos ou que já chegaram em sua altura máxima) até janeiro de 2014:

### Galeria
| negrito | ★ Edifícios que já foram os maiores do mundo |

| Posição | Edifício                                   | Imagem                  | Cidade           | País                   | Altura | Altura | Andares                  | Construção |
| Posição | Edifício                                   | Imagem                  | Cidade           | País                   | Metros | Pés    | Andares                  | Construção |
| ------- | ------------------------------------------ | ----------------------- | ---------------- | ---------------------- | ------ | ------ | ------------------------ | ---------- |
| 1       | Burj Khalifa                               |                         | Dubai            | Emirados Árabes Unidos | 828    | 2 717  | 163 (+ 1 abaixo do solo) | 2010       |
| 2       | Merdeka 118                                |                         | Kuala Lumpur     | Malásia                | 678,9  | 2 227  | 118 (+ 5 abaixo do solo) | 2022       |
| 3       | Shanghai Tower                             |                         | Xangai           | China                  | 632    | 2 073  | 128 (+ 5 abaixo do solo) | 2015       |
| 4       | Abraj Al-Bait Clock Tower                  |                         | Meca             | Arábia Saudita         | 601    | 1 972  | 120 (+ 3 abaixo do solo) | 2012       |
| 5       | Ping An International Finance Centre       |                         | Shenzhen         | China                  | 599,1  | 1 966  | 115 (+ 5 abaixo do solo) | 2017       |
| 6       | Lotte World Tower                          |                         | Seul             | Coreia do Sul          | 554,5  | 1 819  | 123 (+ 6 abaixo do solo) | 2017       |
| 7       | One World Trade Center                     |                         | Nova Iorque      | Estados Unidos         | 541,3  | 1 776  | 94 (+ 5 abaixo do solo)  | 2014       |
| 8       | Guangzhou CTF Finance Centre               |                         | Cantão           | China                  | 530    | 1 739  | 111 (+ 5 abaixo do solo) | 2016       |
| 8       | Tianjin CTF Finance Centre                 |                         | Tianjin          | China                  | 530    | 1 739  | 97 (+ 4 abaixo do solo)  | 2019       |
| 10      | China Zun                                  |                         | Pequim           | China                  | 527,7  | 1 731  | 109 (+ 8 abaixo do solo) | 2018       |
| 11      | Taipei 101                                 |                         | Taipei           | Taiwan                 | 508    | 1 667  | 101 (+ 5 abaixo do solo) | 2004       |
| 12      | Shanghai World Financial Center            |                         | Xangai           | China                  | 492    | 1 614  | 101 (+ 3 abaixo do solo) | 2008       |
| 13      | International Commerce Centre              |                         | Hong Kong        | China                  | 484    | 1 588  | 108 (+ 4 abaixo do solo) | 2010       |
| 14      | Wuhan Greenland Center                     |                         | Wuhan            | China                  | 475,6  | 1 560  | 97                       | 2022       |
| 15      | Central Park Tower                         |                         | Nova Iorque      | Estados Unidos         | 472,4  | 1 550  | 98 (+ 4 abaixo do solo)  | 2020       |
| 16      | Lakhta Center                              |                         | Saint Petersburg | Rússia                 | 462    | 1 516  | 87 (+ 3 abaixo do solo)  | 2019       |
| 17      | Landmark 81                                |                         | Ho Chi Minh      | Vietnã                 | 461,2  | 1 513  | 81 (+ 3 abaixo do solo)  | 2018       |
| 18      | Changsha IFS Tower T1                      |                         | Changsha         | China                  | 452,1  | 1 483  | 94 (+ 5 abaixo do solo)  | 2018       |
| 19      | Petronas Tower 1                           |                         | Kuala Lumpur     | Malásia                | 451,9  | 1 483  | 88 (+ 5 abaixo do solo)  | 1998       |
| 19      | Petronas Tower 2                           |                         | Kuala Lumpur     | Malásia                | 451,9  | 1 483  | 88 (+ 5 abaixo do solo)  | 1998       |
| 21      | Zifeng Tower                               |                         | Nanjing          | China                  | 450    | 1 476  | 66 (+ 5 abaixo do solo)  | 2010       |
| 21      | Suzhou IFS                                 |                         | Suzhou           | China                  | 450    | 1 476  | 95 (+ 5 abaixo do solo)  | 2019       |
| 23      | The Exchange 106                           |                         | Kuala Lumpur     | Malásia                | 445,5  | 1 462  | 95 (+ 6 abaixo do solo)  | 2019       |
| 24      | Wuhan Center                               |                         | Wuhan            | China                  | 443,1  | 1 454  | 88 (+ 4 abaixo do solo)  | 2019       |
| 25      | Willis Tower                               |                         | Chicago          | Estados Unidos         | 442,1  | 1 450  | 108 (+ 3 abaixo do solo) | 1974       |
| 26      | KK100                                      |                         | Shenzhen         | China                  | 441,8  | 1 449  | 98 (+ 4 abaixo do solo)  | 2011       |
| 27      | Centro Financeiro Internacional de Cantão  |                         | Cantão           | China                  | 438,6  | 1 439  | 103 (+ 4 abaixo do solo) | 2010       |
| 28      | 111 West 57th Street                       |                         | Nova Iorque      | Estados Unidos         | 435,3  | 1 428  | 84 (+ 2 abaixo do solo)  | 2021       |
| 29      | One Vanderbilt                             |                         | Nova Iorque      | Estados Unidos         | 427    | 1 401  | 62 (+ 4 abaixo do solo)  | 2020       |
| 30      | 432 Park Avenue                            |                         | Nova Iorque      | Estados Unidos         | 425,7  | 1 397  | 85 (+ 3 abaixo do solo)  | 2015       |
| 31      | Marina 101                                 |                         | Dubai            | Emirados Árabes Unidos | 425    | 1 394  | 101 (+ 6 abaixo do solo) | 2017       |
| 32      | Trump International Hotel and Tower        |                         | Chicago          | Estados Unidos         | 423,2  | 1 388  | 98 (+ 2 abaixo do solo)  | 2009       |
| 33      | Minying International Trade Center T2      |                         | Dongguan         | China                  | 422,6  | 1 386  | 85 (+ 3 abaixo do solo)  | 2021       |
| 34      | Jin Mao Tower                              |                         | Xangai           | China                  | 420,5  | 1 380  | 88 (+ 3 abaixo do solo)  | 1999       |
| 35      | Princess Tower                             |                         | Dubai            | Emirados Árabes Unidos | 413,4  | 1 356  | 101 (+ 6 abaixo do solo) | 2012       |
| 36      | Al Hamra Tower                             |                         | Kuwait           | Kuwait                 | 412,6  | 1 354  | 80 (+ 3 abaixo do solo)  | 2011       |
| 37      | Two International Finance Centre           |                         | Hong Kong        | China                  | 412    | 1 352  | 88 (+ 6 abaixo do solo)  | 2003       |
| 38      | Haeundae LCT The Sharp Landmark Tower      |                         | Busan            | Coreia do Sul          | 411,6  | 1 350  | 101 (+ 5 abaixo do solo) | 2019       |
| 39      | Guangxi China Resources Tower              |                         | Nanning          | China                  | 402,7  | 1 321  | 86 (+ 3 abaixo do solo)  | 2020       |
| 40      | Guiyang International Financial Center T1  |                         | Guiyang          | China                  | 401    | 1 316  | 79                       | 2020       |
| 41      | China Resources Headquarters               |                         | Shenzhen         | China                  | 392,5  | 1 288  | 68 (+ 5 abaixo do solo)  | 2018       |
| 42      | 23 Marina                                  |                         | Dubai            | Emirados Árabes Unidos | 392,4  | 1 287  | 88 (+ 4 abaixo do solo)  | 2012       |
| 43      | CITIC Plaza                                |                         | Cantão           | China                  | 390,2  | 1 280  | 80 (+ 2 abaixo do solo)  | 1996       |
| 44      | Shum Yip Upperhills Tower 1                |                         | Shenzhen         | China                  | 388,1  | 1 273  | 80 (+ 3 abaixo do solo)  | 2020       |
| 45      | Chengmai Center                            |                         | Shenzhen         | China                  | 388    | 1 273  | 70                       | 2022       |
| 46      | 30 Hudson Yards                            |                         | Nova Iorque      | Estados Unidos         | 387,1  | 1 270  | 73                       | 2019       |
| 47      | Capital Market Authority Tower             |                         | Riade            | Arábia Saudita         | 385    | 1 263  | 72                       | 2021       |
| 47      | Iconic Tower                               |                         | Cairo            | Egito                  | 385    | 1 263  | 80                       | 2022       |
| 49      | Shun Hing Square                           |                         | Shenzhen         | China                  | 384    | 1 260  | 69 (+ 3 abaixo do solo)  | 1996       |
| 50      | Eton Place Dalian Tower 1                  |                         | Dalian           | China                  | 383,2  | 1 257  | 80 (+ 4 abaixo do solo)  | 2016       |
| 51      | Autograph Tower                            |                         | Jacarta          | Indonesia              | 382,9  | 1 256  | 75 (+ 6 abaixo do solo)  | 2022       |
| 52      | Logan Century Center 1                     |                         | Nanning          | China                  | 381,3  | 1 251  | 82 (+ 4 abaixo do solo)  | 2018       |
| 53      | Burj Mohammed bin Rashid                   |                         | Abu Dhabi        | Emirados Árabes Unidos | 381,2  | 1 251  | 88 (+ 5 abaixo do solo)  | 2014       |
| 54      | Empire State Building                      |                         | Nova Iorque      | Estados Unidos         | 381    | 1 250  | 102 (+ 1 abaixo do solo) | 1931       |
| 55      | Elite Residence                            |                         | Dubai            | Emirados Árabes Unidos | 380,5  | 1 248  | 87 (+ 4 abaixo do solo)  | 2012       |
| 56      | Riverview Plaza                            |                         | Wuhan            | China                  | 376    | 1 234  | 73 (+ 3 abaixo do solo)  | 2021       |
| 57      | Dabaihui Plaza                             |                         | Shenzhen         | China                  | 375,6  | 1 232  | 70                       | 2021       |
| 58      | Central Plaza                              |                         | Hong Kong        | China                  | 373,9  | 1 227  | 78 (+ 3 abaixo do solo)  | 1992       |
| 59      | Federation Tower (East Tower)              |                         | Moscou           | Rússia                 | 373,7  | 1 226  | 93 (+ 4 abaixo do solo)  | 2016       |
| 60      | Dalian International Trade Center          |                         | Dalian           | China                  | 370,2  | 1 215  | 86 (+ 7 abaixo do solo)  | 2019       |
| 61      | Address Boulevard                          |                         | Dubai            | Emirados Árabes Unidos | 370    | 1 214  | 73 (+ 3 abaixo do solo)  | 2017       |
| 62      | Haitian Center Tower 2                     |                         | Qingdao          | China                  | 368,9  | 1 210  | 73                       | 2021       |
| 63      | Golden Eagle Tiandi Tower A                |                         | Nanjing          | China                  | 368,1  | 1 208  | 77 (+ 4 abaixo do solo)  | 2019       |
| 64      | Bank of China Tower                        |                         | Hong Kong        | China                  | 367    | 1 205  | 72 (+ 4 abaixo do solo)  | 1990       |
| 65      | Bank of America Tower                      |                         | Nova Iorque      | Estados Unidos         | 365,8  | 1 200  | 55 (+ 3 abaixo do solo)  | 2009       |
| 66      | St. Regis Chicago                          |                         | Chicago          | Estados Unidos         | 362,9  | 1 191  | 92 (+ 5 abaixo do solo)  | 2020       |
| 67      | Almas Tower                                |                         | Dubai            | Emirados Árabes Unidos | 360    | 1 181  | 68 (+ 5 abaixo do solo)  | 2008       |
| 68      | Hanking Center                             |                         | Shenzhen         | China                  | 358,9  | 1 177  | 65 (+ 5 abaixo do solo)  | 2018       |
| 69      | Greenland Group Suzhou Center              |                         | Suzhou           | China                  | 358    | 1 175  | 77 (+ 3 abaixo do solo)  | 2022       |
| 70      | Gevora Hotel                               |                         | Dubai            | Emirados Árabes Unidos | 356,3  | 1 169  | 75 (+ 3 abaixo do solo)  | 2017       |
| 71      | JW Marriott Marquis Dubai Tower 1          |                         | Dubai            | Emirados Árabes Unidos | 355,4  | 1 166  | 82 (+ 2 abaixo do solo)  | 2012       |
| 71      | JW Marriott Marquis Dubai Tower 2          | 2013                    | Dubai            | Emirados Árabes Unidos | 355,4  | 1 166  | 82 (+ 2 abaixo do solo)  |            |
| 73      | Emirates Office Tower                      |                         | Dubai            | Emirados Árabes Unidos | 354,6  | 1 163  | 54                       | 2000       |
| 74      | Raffles City Chongqing T3N                 |                         | Xunquim          | China                  | 354,5  | 1 163  | 79 (+ 3 abaixo do solo)  | 2019       |
| 74      | Raffles City Chongqing T4N                 | 74 (+ 3 abaixo do solo) | Xunquim          | China                  | 354,5  | 1 163  |                          | 2019       |
| 76      | OKO Tower – South Tower                    |                         | Moscou           | Rússia                 | 354,2  | 1 162  | 90 (+ 2 abaixo do solo)  | 2015       |
| 77      | The Marina Torch                           |                         | Dubai            | Emirados Árabes Unidos | 352    | 1 155  | 86 (+ 4 abaixo do solo)  | 2011       |
| 78      | Forum 66 Tower 1                           |                         | Shenyang         | China                  | 350,6  | 1 150  | 68 (+ 4 abaixo do solo)  | 2015       |
| 79      | The Pinnacle                               |                         | Cantão           | China                  | 350,3  | 1 149  | 60 (+ 6 abaixo do solo)  | 2012       |
| 80      | Xi'an Glory International Financial Center |                         | Xi'an            | China                  | 350    | 1 148  | 75                       | 2021       |

## Por região
| Região                 | Arranha-céu                 | Altura[D] | Andares | Ano[E] | País                   | Cidade          |
| África                 | Carlton Centre Office Tower | 223 m     | 50      | 1973   | África do Sul          | Joanesburgo     |
| América Anglo-Saxônica | One World Trade Center      | 541,3 m   | 104     | 2012   | Estados Unidos         | Nova York       |
| América Latina         | T.OP                        | 305.3 m   | 62      | 2020   | México                 | Monterrei       |
| Extremo Oriente        | Shanghai Tower              | 632 m     | 121     | 2015   | China                  | Xangai          |
| Europa                 | Lakhta Center               | 462 m     | 75      | 2018   | Rússia                 | São Petersburgo |
| Oceania                | Q1 Tower                    | 322 m     | 80      | 2002   | Austrália              | Gold Coast      |
| Oriente Médio          | Burj Khalifa                | 828 m     | 160     | 2010   | Emirados Árabes Unidos | Dubai           |

## Por época
Arranha-céus pela época em que cada um foi o mais alto do mundo desde 1931.
| Edifício              | Cidade       | País                   | Altura (m) | Época         |
| --------------------- | ------------ | ---------------------- | ---------- | ------------- |
| Empire State Building | Nova Iorque  | Estados Unidos         | 381        | 1931–1971     |
| World Trade Center    | Nova Iorque  | Estados Unidos         | 417        | 1971–1973     |
| Willis Tower          | Chicago      | Estados Unidos         | 442        | 1973–1998     |
| Petronas Twin Towers  | Kuala Lumpur | Malásia                | 452        | 1998–2004     |
| Taipei 101            | Taipé        | Taiwan                 | 508        | 2004–2010     |
| Burj Khalifa          | Dubai        | Emirados Árabes Unidos | 828        | 2010–presente |

O Burj Khalifa será superado pela Jeddah Tower (1 000 m de altura) caso esta seja completada em 2021.